# Ферфилд (Охајо)
Ферфилд (енгл. Fairfield) град је у америчкој савезној држави Охајо.

## Демографија
По попису из 2010. године број становника је 42.510, што је 413 (1,0%) становника више него 2000. године.
| Група             | 2000.          | 2010.          |
| Белци             | 37.450 (89,0%) | 32.739 (77,0%) |
| Афроамериканци    | 2.557 (6,1%)   | 5.457 (12,8%)  |
| Азијати           | 948 (2,3%)     | 1.032 (2,4%)   |
| Хиспаноамериканци | 646 (1,5%)     | 2.357 (5,5%)   |
| Укупно            | 42.097         | 42.510         |